# Gis-dur

Diagram akordu Gis-dur dla gitary

Gis-dur – gama muzyczna oparta na skali durowej, której toniką jest Gis. Praktycznie nieużywana, jako zamiennik używa się As-dur.
Gama Gis-dur zawiera dźwięki: gis, ais, his, cis, dis, eis, fisis.
Gis-dur to także akord, zbudowany z pierwszego (gis), trzeciego (c) i piątego (dis)  stopnia gamy Gis-dur.
| Akord Gis-dur | Audio playback is not supported in your browser. You can download the audio file. |